# Gickelsberg (Oberzent)
Der Gickelsberg ist ein 554 m ü. NHN hoher Berg im hessischen Odenwald.
Der Gickelsberg ist eine flache Erhebung im Bergzug der Sensbacher Höhe, die sich zwischen Gammelsbachtal im Westen und Sensbachtal im Osten von Norden nach Süden zieht. Er liegt etwa 1,5 km westnordwestlich der Ortsmitte von Unter-Sensbach und etwa 0,9 km südsüdwestlich des mit 558 m höchsten Punktes der durchwegs bewaldeten Sensbacher Höhe.